# Margaret H. Wright
Pour les articles homonymes, voir Wright.
Margaret H. Wright (née le 18 février 1944) est une informaticienne et mathématicienne américaine,,,.

## Formation et carrière
Wright a passé son enfance à Hanford, en Californie, et à Tucson, en Arizona, où elle est scolarisée à l'école secondaire. Elle a développé un intérêt pour les mathématiques à un âge précoce et a étudié le sujet à l'Université Stanford, où elle a obtenu un B. Sc. en mathématiques et une M. Sc. en informatique. Elle a ensuite travaillé pendant plusieurs années pour GTE Sylvania (en), après quoi elle retourna à Stanford pour y poursuivre ses études en informatique, où elle obtient son doctorat en 1976, sous la supervision de Gene H. Golub avec une thèse intitulée « Numerical methods for nonlinearly constrained optimization ».
Elle est titulaire de la chaire Silver de professeur de science informatique et ancienne Présidente du département d'informatique au Courant Institute of Mathematical Sciences, Université de New York, avec des thèmes de recherche concernant l'optimisation, l'algèbre linéaire et le calcul scientifique.

## Prix et distinctions
Elle est lauréate de la Conférence Falconer en 1998, honorée par l'Association for Women in Mathematics et la Mathematical Association of America. En 2000 elle est lauréate de la conférence Noether.
Elle est la première femme à présider la Society for Industrial and Applied Mathematics, (SIAM) (1995-1996) et elle est rédactrice en chef de la SIAM Review. En 2009, elle est devenue Fellow de la Society for Industrial and Applied Mathematics. En 2012, elle est devenue fellow de l'American Mathematical Society.
Elle est membre de l'Académie nationale des sciences (2005), de l'Académie américaine des arts et des sciences (2001) et de l'Académie nationale d'ingénierie (1997). Auparavant au sein des Laboratoires Bell, elle est devenue chef du Département de recherche en calcul scientifique en 1997 et Fellow des Bell Labs en 1998.
De 1994 à 1998 elle est membre du comité consultatif de la National Science Foundation pour les mathématiques et la physique, qu'elle a dirigé de 1997 à 1998. Elle est également membre du conseil scientifique du Mathematical Sciences Research Institute (MSRI).

## Publications
- Avec Philip E. Gill, Walter Murray: Practical Optimization, Academic Press 1982
- Avec Philip E. Gill, Walter Murray: Numerical Linear Algebra and Optimization, vol 1, Addison-Wesley 1990
- The interior-point revolution in optimization: History, recent developments, and lasting consequences, Bulletin de l'AMS, vol 42, 2005, pp 39-56
- (en) Philip E. Gill, Walter Murray, Michael A. Saunders, J. A. Tomlin et Margaret H. Wright, « On projected Newton barrier methods for linear programming and an equivalence to Karmarkar’s projective method », Mathematical Programming, vol. 36, no 2,‎ 1986, p. 183–209 (DOI 10.1007/BF02592025, lire en ligne)